# Кубанска народна партија
Кубанска народна партија (шп. Partido Popular Cubano) била је политичка странка на Куби која је између 1920. и 1938. године учествовала на политичким изборима. На кубанским парламентарним изборима 1932. године освојила је 6 од 69 места.